# Кеворков, Степан Агабекович
Степан Агабекович Кеворков (арм. Ստեփան Աղաբեկի Կևորկով), настоящая фамилия — Геворкянц (Կևորկյանց; 1 апреля 1903, Москва — 18 августа 1991, Ереван) — армянский, советский актёр, кинорежиссёр. Народный артист СССР (1970).

## Биография
Степан Кеворков родился 19 марта (1 апреля) 1903 года в Москве.
В 1930 году окончил Государственный техникум кинематографии (ныне — ВГИК) в Москве.
В кино начал работать с 1932 года. Был ассистентом режиссёра и режиссёром на киностудии «Азеркино», с 1933 по 1936 год — на «Мосфильме» вместе с А. Довженко и Н. Шенгелая.
С 1936 года — режиссёр (в 1949—1951 годах — директор) киностудии «Арменфильм». Работал также и как режиссёр дубляжа на армянский язык.
В 1966 году его фильм «Чрезвычайное поручение» был одним из лидеров проката, занимая 9 место. Фильм посмотрели 30,8 млн зрителей.
В 1958—1962 годах — председатель Оргбюро Союза работников кинематографии Армянской ССР. В 1962—1967 годах — первый секретарь правления Союза кинематографистов Армянской ССР.
Член КПСС с 1945 года
Скончался Степан Кеворков 15 августа 1991 года в Ереване. Похоронен на Тохмахском кладбище.

### Семья
Сын: — Кеворков (Геворкянц), Георгий Степанович (1955—2021) — армянский кинорежиссёр.

## Награды и звания
- Заслуженный деятель искусств Армянской ССР (1955)
- Народный артист Армянской ССР (1963)
- Народный артист СССР (1970)
- Государственная премия Армянской ССР (1967) — за кинодилогию «Лично известен», «Чрезвычайное поручение»
- Орден Октябрьской Революции (1973)
- Орден Отечественной войны 2 степени (1985)[4]
- Орден Трудового Красного Знамени (1956)
- Медали.

## Творчество

### Актёр
- 1949 — Девушка Араратской долины — Татос
- 1973 — Последний подвиг Камо — Мангасаров
- 1983 — Мама Ануш — Семён Семёнович
- 1984 — Мы ещё встретимся — Сероб.

### Режиссёр
- 1933 — Двадцать шесть комиссаров (совм. с Н. Шенгелая)
- 1935 — Аэроград (ассистент режиссёра)
- 1938 — Горный марш (совм. с В. Бадаляном)
- 1955 — Призраки покидают вершины (совм. с Э. А. Карамяном)
- 1956 — Тропою грома (совм. с Э. А. Карамяном и Г. А. Баласаняном)
- 1957 — Лично известен (совм. с Э. А. Карамяном и Г. А. Баласаняном)
- 1959 — Её фантазия
- 1961 — Дорога
- 1965 — Чрезвычайное поручение(совм. с Э. А. Карамяном)
- 1969 — Взрыв после полуночи (совм. с Э. А. Карамяном)
- 1973 — Последний подвиг Камо (совм. с Г. Мелик-Авакяном).

### Сценарист
- 1938 — Горный марш (совм. с Н. Абрамовым).